# Liste de personnalités nées à San Francisco
Cette liste comprend des résidents (passés ou contemporains) et natifs célèbres de San Francisco.
Personnes nées à San Francisco :

## XIXesiècle

### 1801–1870

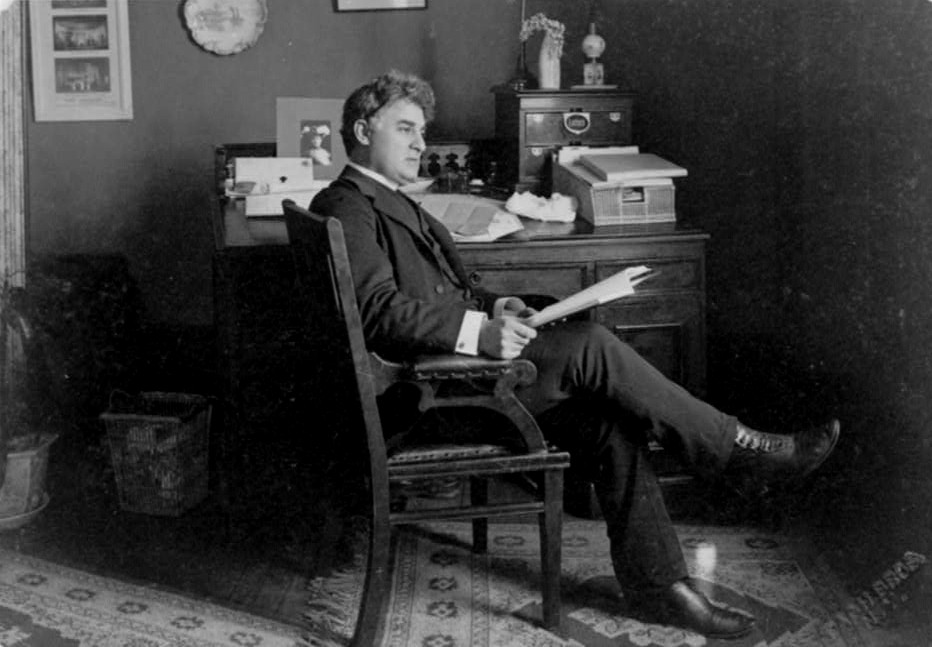
David Belasco (1853)

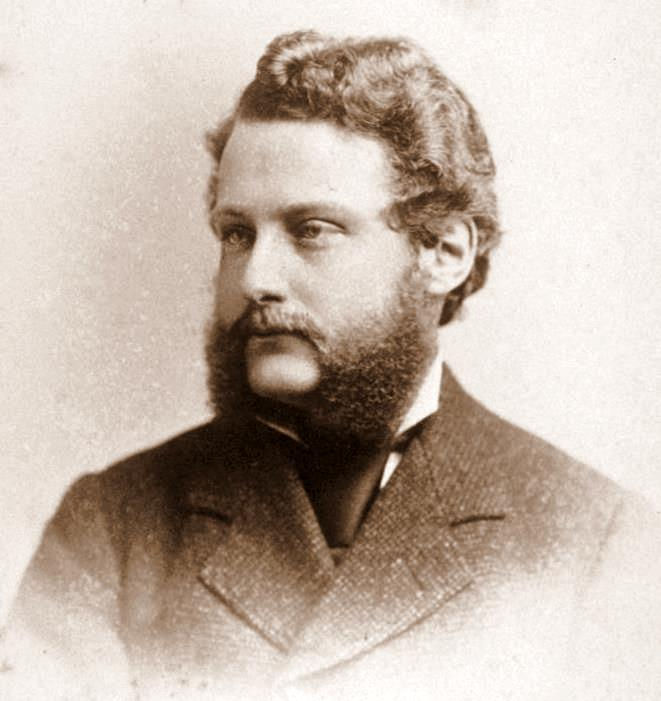
George Pardee (1857)

- Henri Patrice Dillon (1850–1909), artiste peintre, illustrateur et lithographe français d'origine irlandaise
- David Belasco (1853–1931), dramaturge, directeur et acteur de théâtre
- John Hays Hammond (1855–1936), ingénieur, philanthrope et géologue
- Anna Klumpke (1856–1942), peintre
- Gertrude Atherton (1857–1948), écrivaine
- Zelia Nuttall (1857–1933), archéologue
- George Pardee (1857–1941), homme politique
- Augusta Dejerine-Klumpke (1859–1927), neurologue naturalisée française, sœur d'Anna Klumpke
- John-Antoine Nau (1860–1918), romancier et poète
- Dorothea Klumpke (1861–1942), astronome
- James D. Phelan (1861–1930), homme politique et banquier
- Theodore Roberts (1861–1928), acteur
- George Henry Falkiner Nuttall (1862–1937), biologiste britannique
- William Randolph Hearst (1863–1951), propriétaire de journaux et fils de George Hearst
- Eugene Schmitz (1864–1928), homme politique
- James J. Corbett (1866–1933), boxeur
- Lincoln Steffens (1866–1936), journaliste et conférencier
- Edgar Seligman (1867–1958), escrimeur
- Henry Bergman (1868–1946), acteur
- Joe Choynski (1868–1943), boxeur
- James Rolph (1869–1934), homme politique

### 1871–1900

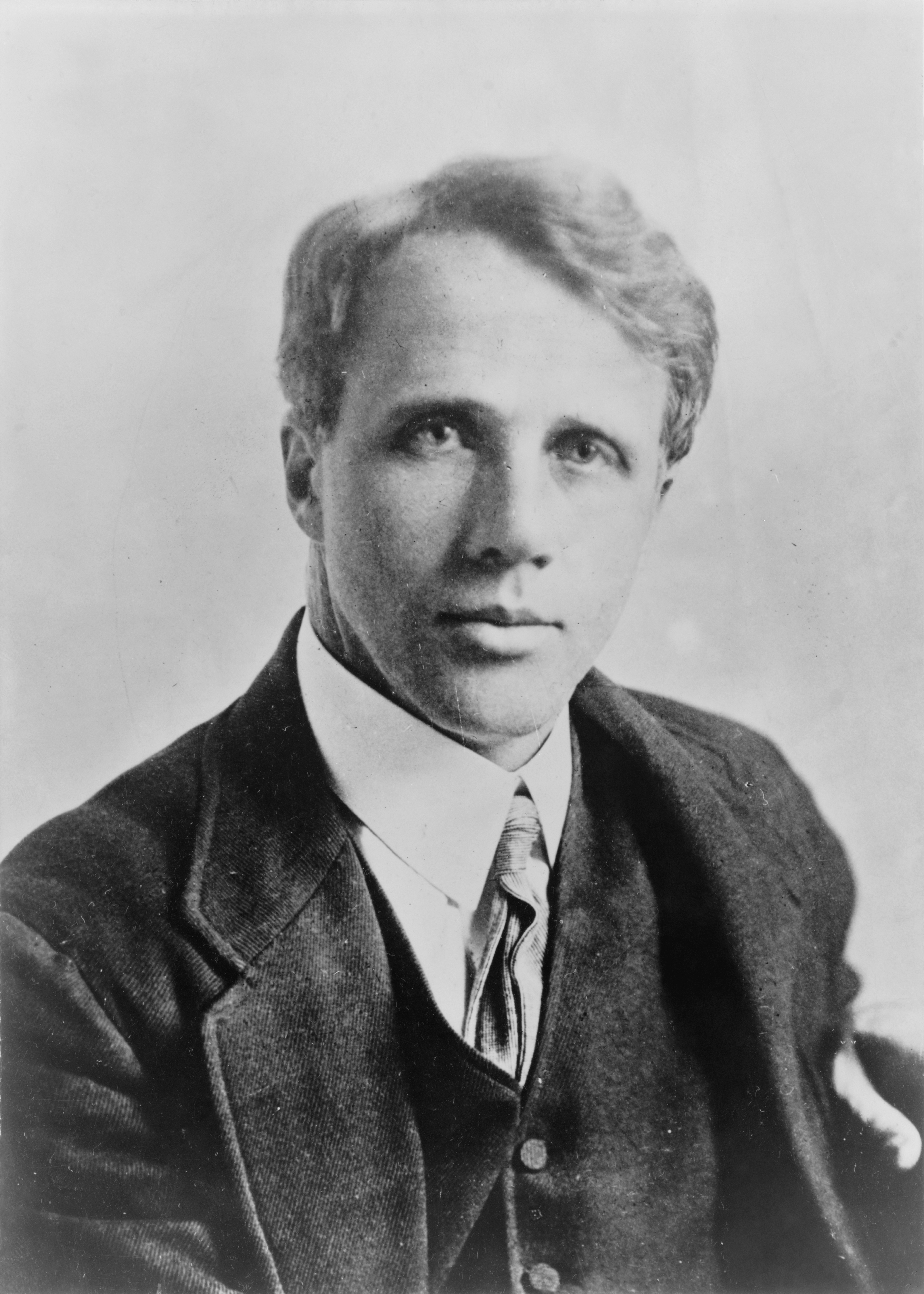
Robert Frost
(1874–1963)

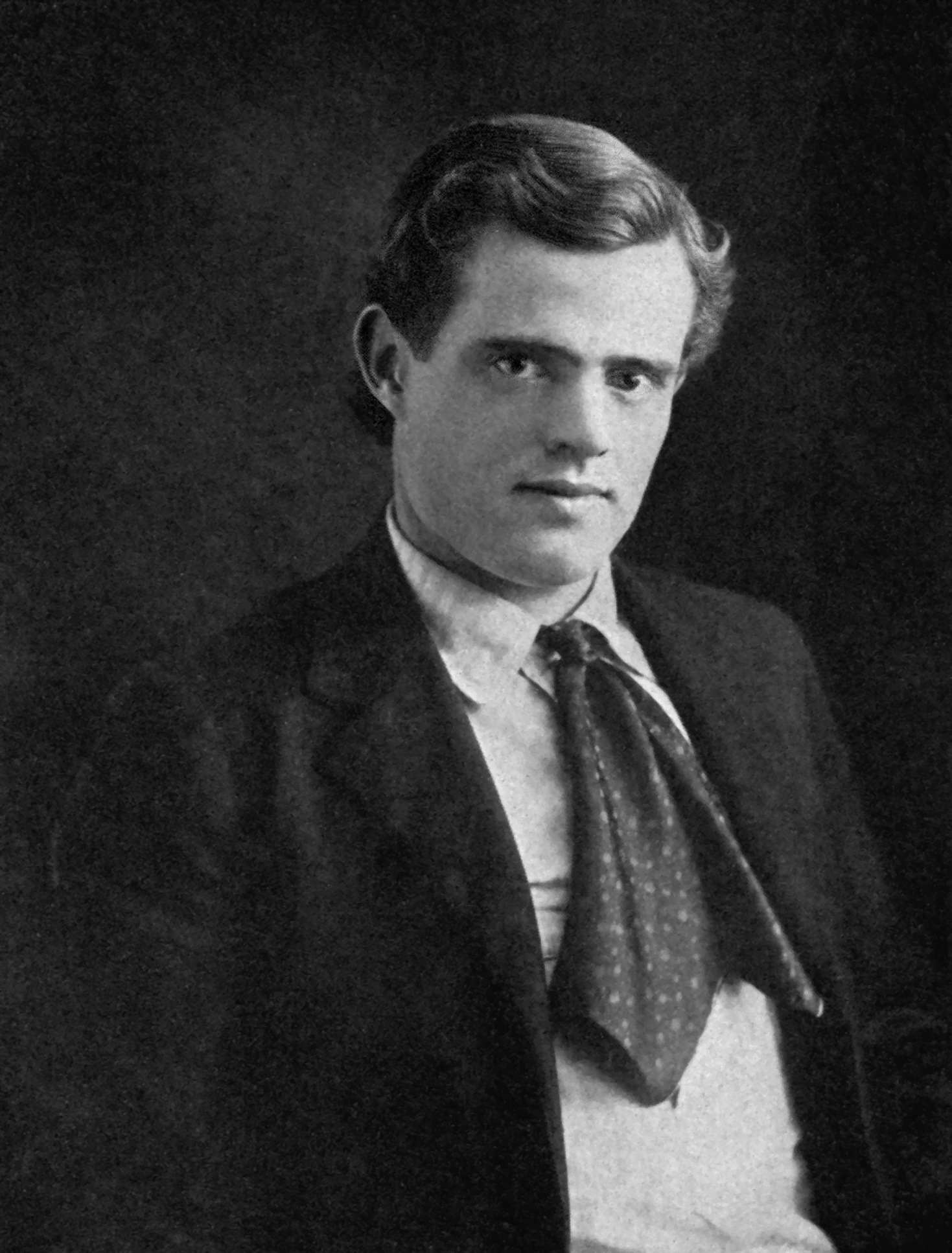
Jack London
(1876–1916)

- David David-Weill (1871–1952), banquier et financier
- William Hammond Wright (1871–1959), astronome
- John Van Denburgh (1872–1924), zoologiste
- Julia Morgan (1872–1957), architecte
- Raymond Duncan (1874–1966), philosophe, artiste, poète, artisan et danseur
- Robert Frost (1874–1963), poète
- Jack London (1876–1916), écrivain
- Isadora Duncan (1877–1927), considérée comme la fondatrice de la danse moderne
- Francis Bruguière (1879–1945), photographe
- Jesse L. Lasky (1880–1958), producteur de cinéma
- Rube Goldberg (1883–1970), dessinateur de presse
- Roland Totheroh (1890–1967), directeur de la photographie
- Hal Mohr (1894–1974), directeur de la photographie, réalisateur et acteur
- Al Santell (1895–1981), réalisateur de films
- Lefty O'Doul (1897–1969), ancien joueur de baseball
- Lloyd Corrigan (1900–1969), acteur, réalisateur et scénariste

## XXesiècle

### 1901–1950

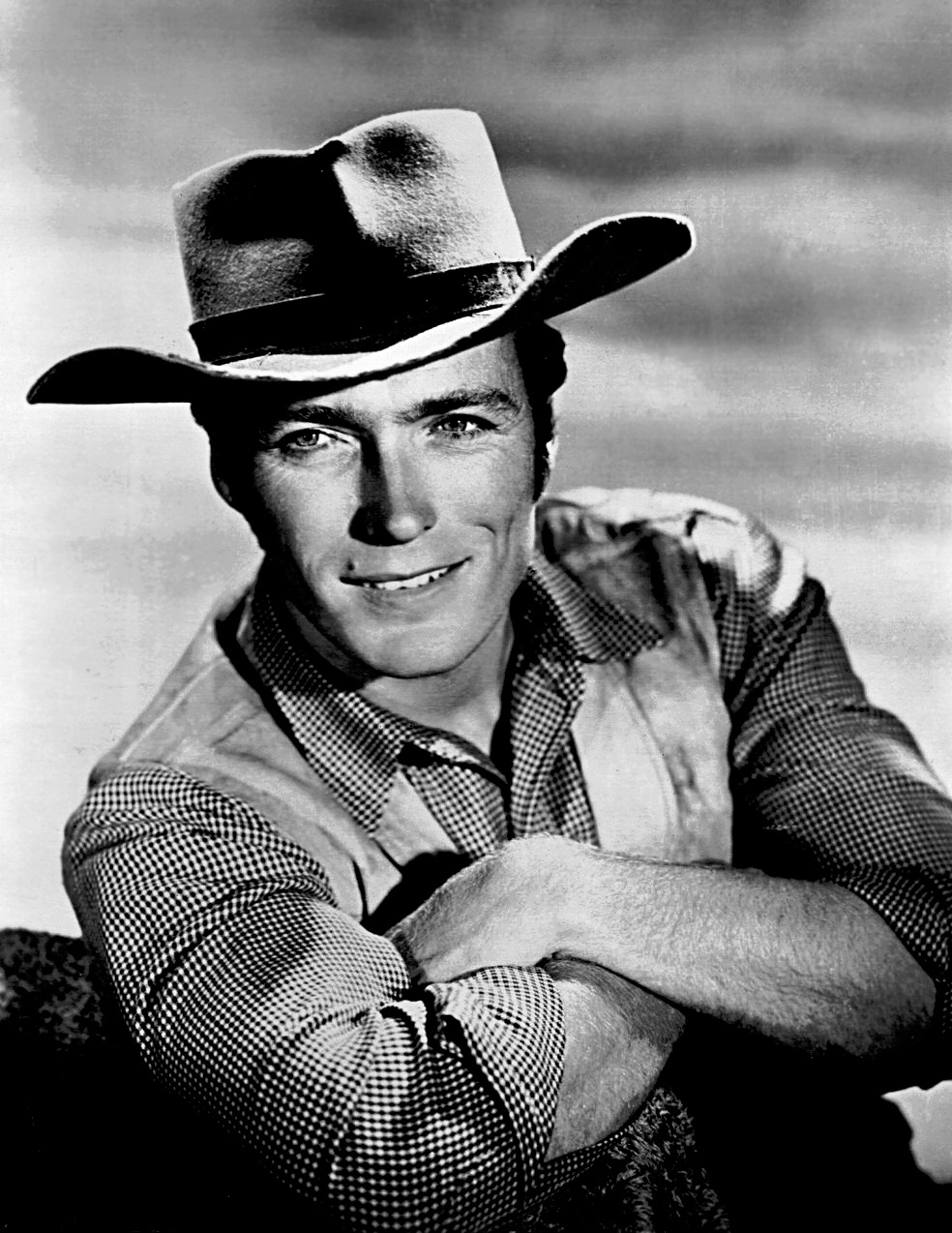
Clint Eastwood
(1930)

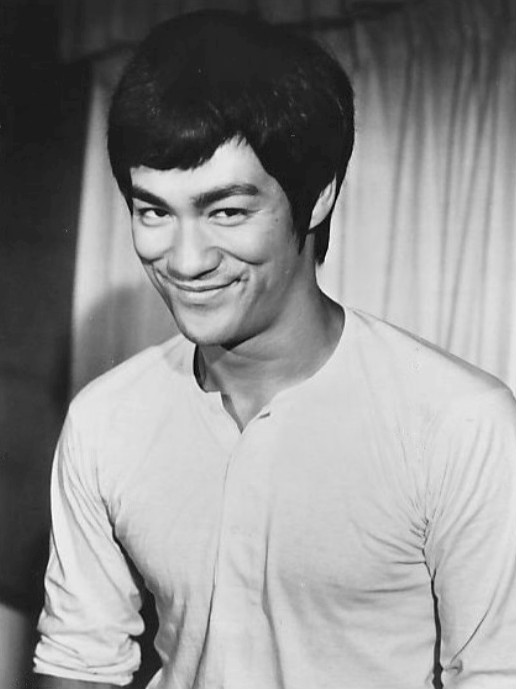
Bruce Lee
(1940–1973)

- Ansel Adams (1902–1984), photographe et écologiste
- Pat Brown (1905–1996), ancien gouverneur de Californie
- Robert Finnegan (1906–1947), auteur de romans policiers
- Victor Sen Yung (1915–1980), acteur
- Robert McNamara (1916–2009), ancien secrétaire à la Défense des États-Unis
- Jack Vance (1916–2013), auteur de science-fiction
- Caspar Weinberger (1917–2006), ancien secrétaire à la Défense des États-Unis
- Vito Scotti (1918–1996), acteur
- Lou Cameron (1924–2010), auteur de romans policiers  et illustrateur de bandes dessinées
- Clint Eastwood (1930), acteur et réalisateur
- Harvey Milk (1930–1978), homme politique de San Francisco et chef de file du mouvement LGBT
- Gary Snyder (1930), poète
- John W. Young (1930–2018), astronaute
- Dianne Feinstein (1933), sénatrice de Californie et ancienne maire de San Francisco
- Bill Bixby (1934–1993), acteur
- Barre Phillips (1934), contrebassiste de jazz
- Bernice Bing (1936–1998), artiste peintre
- Stephen Breyer (1938), juge associé de la Cour Suprême des États-Unis
- Jerry Brown (1938), maire de Oakland et gouverneur de Californie
- Natalie Wood (1938–1981), actrice
- Bruce Lee (1940–1973), acteur
- Jerry Garcia (1942–1995), musicien
- Danny Glover (1946), acteur
- Joe Spano (1946), acteur
- O. J. Simpson (1947), ancien joueur de football américain
- Terry Bozzio (1950), batteur et percussionniste

### 1951–2000
- Jonathan Raymond (1952), écrivain contemporain
- Robert McElroy (1954), cardinal américain, évêque de San Diego.
- Steve Jobs (1955–2011), cofondateur et PDG de Apple,inc.
- Leland Orser (1960), acteur
- Kirk Hammett (1962), guitariste
- Naomi Wolf (1962), essayiste féministe
- Benjamin Bratt (1963), acteur
- Rob Schneider (1963), acteur
- Kirk Wise (1963), réalisateur, scénariste, producteur et acteur
- Courtney Love (1964), auteur-interprète
- Todd Bridges (1965), acteur
- Lisa Bonet (1967), actrice
- Gavin Newsom (1967), ancien maire de San Francisco, gouverneur de la Californie
- Courtney Thorne-Smith (1967), actrice
- Greg Rucka (1969), romancier et scénariste de comics américain
- Aisha Tyler (1970), actrice
- Eric Dane (1972), acteur
- Leslie Mann (1972), actrice
- Monica Lewinsky (1973), femme d'affaires
- Townsend Bell (1975), pilote automobile
- Alicia Silverstone (1976), actrice
- Kate McCue (1978), commandant de bord sur un navire de croisières
- Jamie Chung (1983), actrice
- Haatepah (1998), mannequin